# Ejeme
Éjeme ist ein kleiner Ort und eine westspanische Gemeinde (municipio) mit 144 Einwohnern (Stand: 2024) in der Provinz Salamanca in der Autonomen Gemeinschaft Kastilien-León. Neben dem Hauptort Éjeme gehören die Ortschaften Martín Vicente und Portillo zur Gemeinde.

## Lage
Éjeme liegt etwa 22 Kilometer südsüdöstlich von Salamanca in einer Höhe von ca. 930 m. Der Río Tormes begrenzt die Gemeinde im Westen. 

## Bevölkerungsentwicklung
| Jahr      | 1900 | 1950 | 1960 | 1970 | 1981 | 1991 | 2001 | 2011 | 2021 |
| Einwohner | 316  | 435  | 407  | 362  | 273  | 288  | 192  | 154  | 129  |

## Sehenswürdigkeiten
- Kirche Unserer Lieben Frau (Iglesia de Nuestra Señora del Rosario)
- Kirche von Portillo

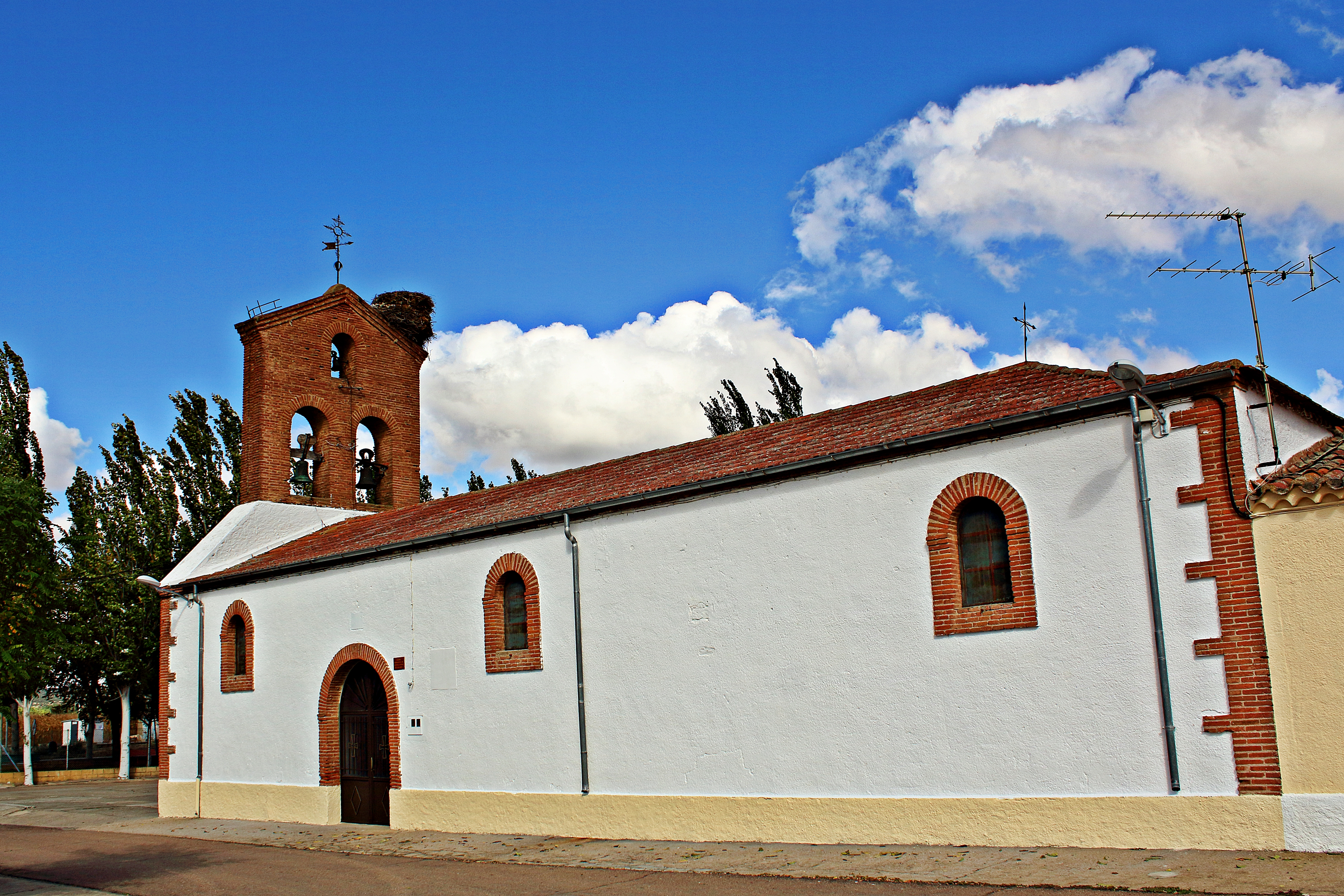
Kirche Unserer Lieben Frau
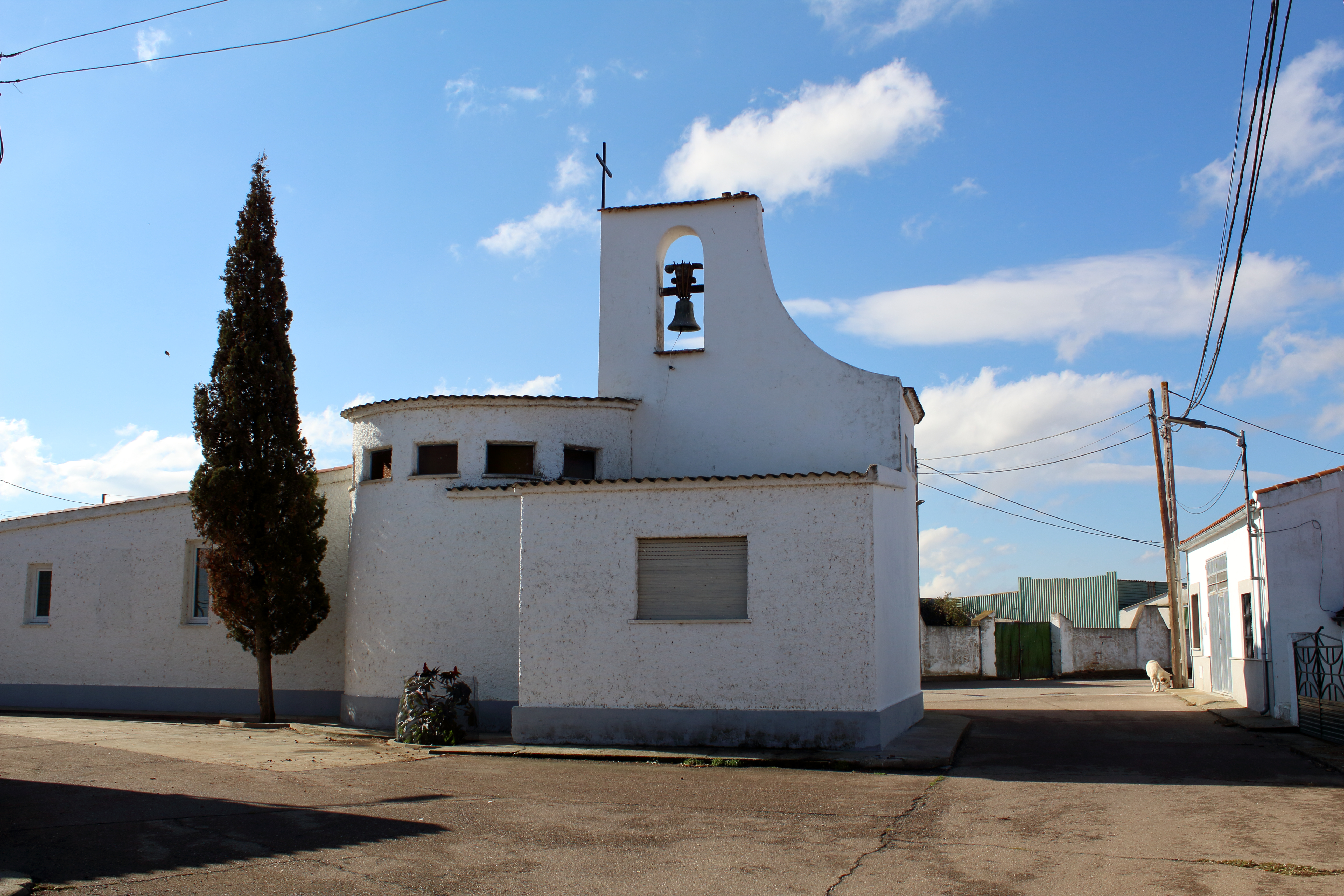
Kirche von Portillo